# Horita (métro de Nagoya)
Horita (堀田駅, Horita-eki) est une station du métro de Nagoya sur la ligne Meijō dans l'arrondissement de Mizuho à Nagoya.

## Situation sur le réseau
La station Horita est située au point kilométrique (PK) 22,2 de la ligne Meijō.

## Histoire
La station a été inaugurée le 30 mars 1974.

## Services aux voyageurs

### Accès et accueil
La station est ouverte tous les jours.

### Desserte

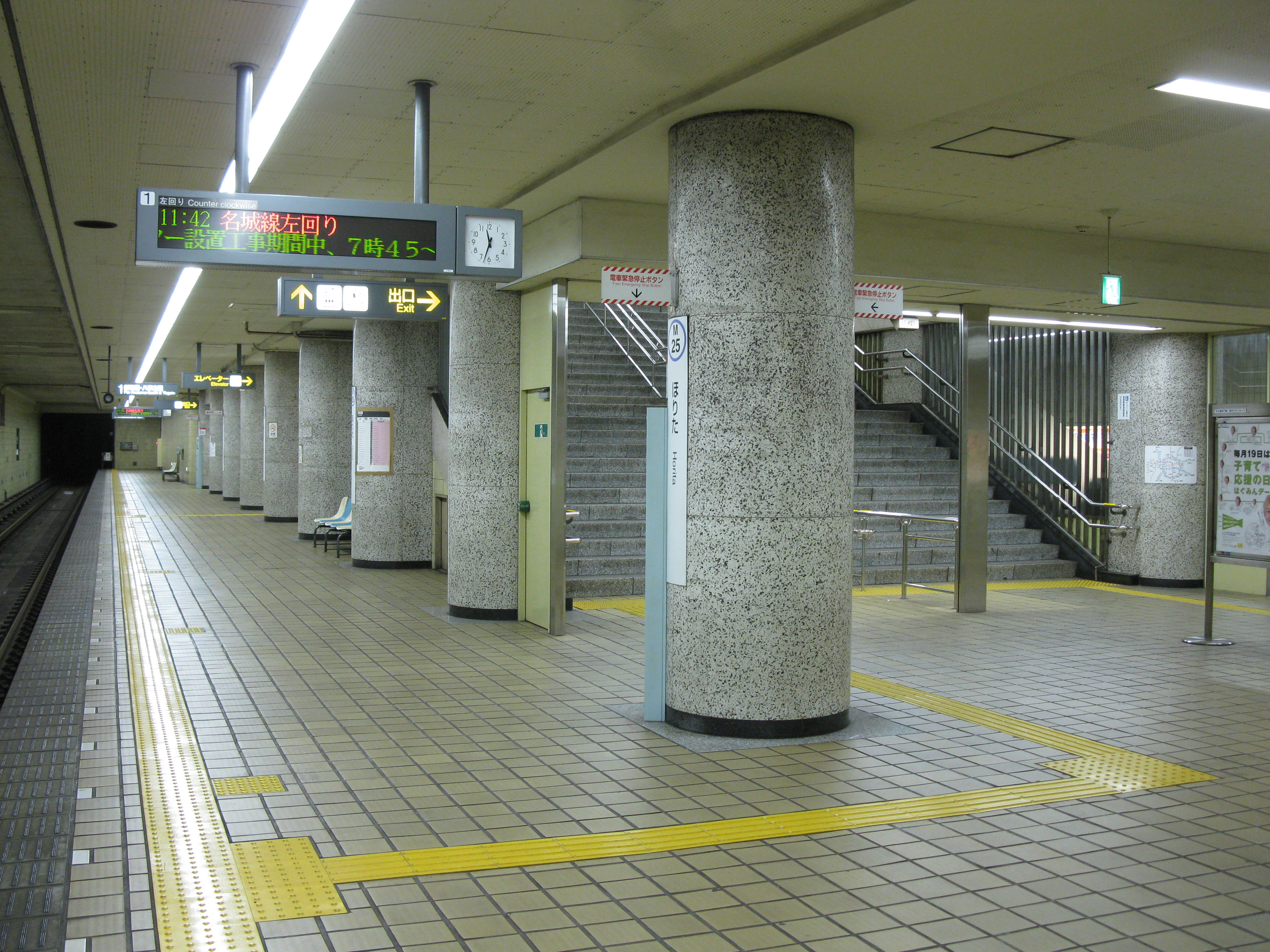
Vue du quai de la station.

- Ligne Meijō :
  - voie 1 : direction Yagoto
  - voie 2 : direction Sakae